# أندرياس كورموس
أندرياس كورموس (بالمجرية: Kormos András)‏ هو مجدف مجري، ولد في 3 أبريل 1952 في جيور في المجر، وتوفي في 7 يناير 2005.

## وصلات خارجية
- أندرياس كورموس على موقع الاتحاد الدولي للتجديف (الإنجليزية)
- أندرياس كورموس على موقع اللجنة الأولمبية الدولية (الإنجليزية)
- أندرياس كورموس على موقع أوليمبيديا (الإنجليزية)